# Alexandre Guilmant
Félix Alexandre Guilmant (Boulogne-sur-Mer, 12 de març de 1837 - Meudon, 29 de març de 1911) va ser un organista i compositor francès.
Alumne del seu pare, després de Jacques-Nicolas Lemmens, va arribar a ser organista i professor a la seva vila natal. El 1871 va ser nomenat organista de l'Església de la Santa Trinitat de París. Des d'aquell moment la seva carrera de concertista virtuós s'enlaira, tant a Europa com a Amèrica.

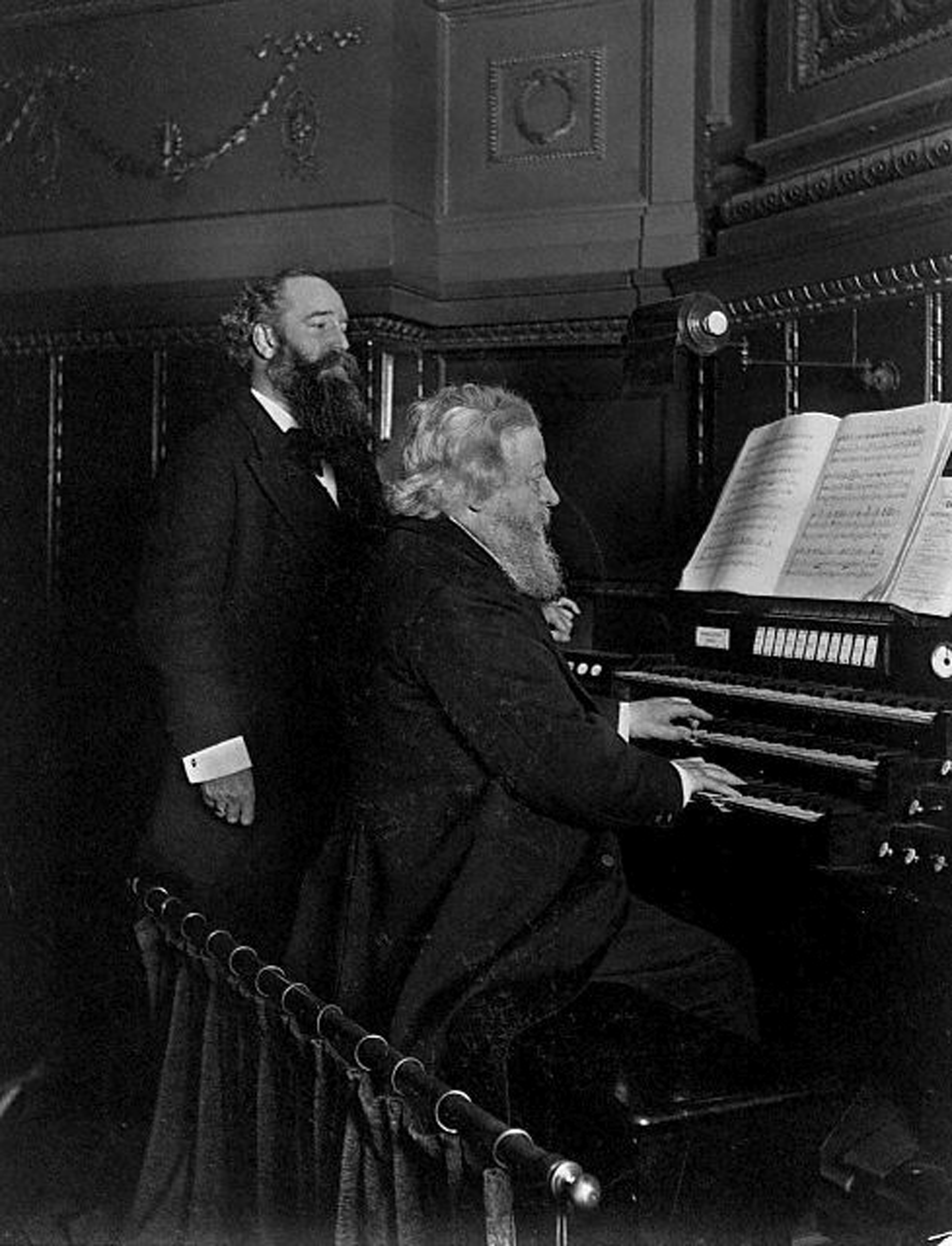
Alexandre Guilmant i Clarence Eddy al Steinway Hall, Chicago, el 1898

El 1894 va fundar la Schola Cantorum de París (amb Charles Bordes i Vincent d'Indy), i va succeir a Charles-Marie Widor en la classe d'orgue del Conservatori de París el 1896, on va tenir entre altres alumnes el belga Gaston Dethier i, els estatunidencs Arthur Farwell, Dickinson i Frederick William Schlieder, al frances Amédée Gastoué. Amb André Pirro, va publicar una col·lecció de partitures, Archives des Maîtres de l'Orgue, recollint les composicions de molts autors clàssics francesos (en 10 volums, de 1898 a 1914). Va procedir de la mateixa manera amb els mestres estrangers amb «L'École classique de l'Orgue» (25 volums, de 1898 a 1903).
Paral·lelament, es va dedicar a la composició, i particularment per al seu instrument. Cal citar les Pièces dans différents styles pour orgue (18 col·leccions), 8 Sonates, o en un registre més litúrgic les seves nadales, Soixante interludes dans la tonalité grégorienne, els 12 quaderns de L'organiste pratique, els 10 quaderns de L'Organiste liturgique... A més de música per a orgue, Guilmant va compondre música de cambra, música vocal (en especial misses per a cor i orgue), una simfonia cantata (Ariane), així com una obra escènica (Bethsabée).
Convé subratllar que les seves sonates per a orgue, bé que batejades així pel seu autor, són en realitat simfonies per a orgue perquè segueixen la seva forma i estructura. En el domini de l'orgue simfònic, va compondre una Légende et Final symphonique en re menor, opus 71, el 1888, i un Morceau symphonique en la menor, opus 88, el 1892.